# Kirill Wiktorowitsch Borodatschow
Kirill Wiktorowitsch Borodatschow (russisch Кирилл Викторович Бородачёв; * 23. März 2000 in Samara) ist ein russischer Florettfechter.

## Erfolge
Kirill Borodatschow gab im Februar 2016 beim Weltcup in Udine sein internationales Debüt. In den Jahren 2018 und 2019 wurde er mit der russischen Mannschaft jeweils Junioren-Weltmeister, beide Male unter anderem mit seinem Zwillingsbruder Anton sowie Wladislaw Mylnikow.
Bei den 2021 ausgetragenen Olympischen Spielen 2020 in Tokio ging Borodatschow für die unter dem Teamnamen „ROC“ startende russische Delegation in zwei Wettbewerben an den Start. Im Einzelwettbewerb bezwang er zum Auftakt nacheinander den Südkoreaner Lee Kwang-hyun mit 15:14 und den US-Amerikaner Nick Itkin mit 15:13. Im Viertelfinale schied er nach einer knappen 14:15-Niederlage gegen Cheung Ka Long aus Hongkong aus. In der Mannschaftskonkurrenz bildete Borodatschow mit Timur Safin, Wladislaw Mylnikow und seinem Bruder Anton ein Team. Nach einem 45:39-Erfolg gegen Hongkong und einem 45:41-Sieg gegen die US-amerikanische Équipe trafen die Russen im Duell um den Olympiasieg auf die französische Mannschaft. Mit 28:45 waren sie dieser deutlich unterlegen und erhielten damit die Silbermedaille.